# Корисні копалини Гани
Корисні копалини Гани

## Загальна характеристика
Найважливіші корисні копалини — марганцева руда, золото, алмази, менш значні запаси бокситів, нафти, газу, зал. руд, буд. матеріалів та солі (табл. 1).
Таблиця 1. — Основні корисні копалини Ґани станом на 1998-99 рр.
| Корисні копалини                       | Запаси       | Запаси   | Вміст корисного компоненту в рудах, % | Частка у світі, % |
| Корисні копалини                       | Підтверджені | Загальні | Вміст корисного компоненту в рудах, % | Частка у світі, % |
| Алмази, млн кар. -природних -ювелірних |              | 14 2     |                                       | 1,2 0,5           |
| Боксити, млн т                         | 510          | 800      | 47 (Al2O3)                            | 1,9               |
| Залізні руди, млн т                    | 924          | 1950     | 40 (Fe)                               | 0,5               |
| Золото, т                              | 850          | 1465     | 0,6 — 2,3 г/т                         | 1,7               |
| Нафта, млн т                           | 2,3          |          |                                       |                   |
| Природний горючий газ, млрд м3         | 24           |          |                                       |                   |
| Марганцеві руди, млн т                 | 24           | 59       | 31 (Mn)                               | 0,7               |

Колишня назва країни — Золотий Берег — походить до часів розробки багатих золотоносних родовищ в центральному Ашанті (родовище Ашанті) і Західній області на півдні Ґани. Ці райони були важливим джерелом золота в середні віки, і досі золото є найважливішою статтею експорту. До 1914 Золотий Берег набув також популярності як важливий район видобутку алмазів. У 1915 були відкриті багаті родовища магнію, і Ґана стала в один ряд з його провідними світовими експортерами. У 1921 на півдні Ашанті були відкриті великі поклади бокситів.
Великі родовища бокситів, марганцю, золота, алмазів пов'язані з ранньопротерозойськими структурами фундаменту. З кайнозойськими корами вивітрювання пов'язані родовища бокситів, з неоген-четвертинними алювіальними відкладами — родовища алмазів і золота. В Атакорській зоні залягають родовища залізистих руд. У осадових породах чохла є вапняки та барити. У відкладах крейди прибережних крайових западин та в синеклізі Вольта — нафтопрояви.

## Окремі види корисних копалин
Марганець. Запаси марганцевих руд значні і зосереджені на родовищі Нсута. Вони пов'язані з нижньопротерозойськими осадовими відкладами.
Боксити. Найзначніші родовище бокситів — Ньїнахін, Кібі і Сефві-Беквай приурочені до кір вивітрювання протерозойських г.п.
Золото і алмази. За запасами руд золота та алмазів Гана на межі XX-XXI ст. посідає 10-11-е місце у світі. Прогнозні ресурси золота в країні — 2-5 тис.т, що становить 6-у позицію у світі (поряд з Австралією, Канадою, Венесуелою, Індонезією, Папуа Новою Ґвінеєю, Перу і Чилі). Відомі гідротермальні родовища в нижньопротерозойських вулканогенно-осадових серіях (Ашанті, Бібіані, Престеа), а також неоген-четвертинні золотоносні розсипи в басейнах pp. Офін, Пра, Анкобра і Тано. Послідовно з півн.-заходу на півд.-схід розташовані три золотоносні пояси Ґани: Бібіані, Оботан і Ашанті. Пояс Бібіані приурочений до південно-східного контакту Бірімських розсланцьованих вулканітів (PR12), що спадають на півн.-захід, з піщано-сланцевими товщами Нижнього Біріму (PR11).
У 2002 р в Західній Ґані відкрито новий золоторудний пояс, названий Сефі (Sefwi). Розвідувальні роботи вела компанія Normandy Mining. Пояс розташований на півн.-захід від пояса Бібіані і є найбільш північно-західним поясом золоторудним Ґани. Пояс Сефі (Sefwi) приурочено до північно-західного контакту тих же розсланцьованих вулканітів (PR1), що занурюються на півд.-сході. Зона Сефі представлена серією родовищ і рудопроявів: Субенсо Північне і Південне (Subenso North і South), Тікаєре-Вест (Teekyere West), Ямфо Північно-Східне, Центральне і Південне (Yamfo North-East, Central і South), Босумкесе (Bosumkese), Кенайсе Східне і Центральне (Kenyase East і Central). З перервою, можливо на півд.-західному продовженні пояса розміщується серія рудопроявів площі Бетті (Bettie). У цьому випадку протяжність пояса зросте до 200 км. Ресурси золота у встановленій частині пояса (в півн.-східній смузі, де зосереджені названі родовища і рудопрояви) оцінюються в 250 т. Компанія Normandy Ghana Gold Ltd. (Австралія) на середину 2002 р. оцінює суму запасів по категоріях measured+indicated, а також ресурсів категорії inferred в 104.9 млн т із вмістом золота 2.2 г/т або в 231 т золота. Ці ресурси пов'язані г.ч. з окисненими рудами, що розповсюджуються до глибини 50 м. Технологічні випробування руд показали, що вилучення золота з них досягає 94% (для первинних руд — 88%). В найближчі роки передбачають розробку родовищ Кенайсе (Східне і Центральне), де може бути організовано видобуток 5 млн т руди і отримання до 10.5 т золота на рік.
Крім того, в 60-80-км на півд.-сх. від півн.-сх. флангу золоторудного пояса Ашанті, за 130 км на півн.-захід від Аккри, компанія Normandy LaSource і національна компанія Kenbert Mines відкрили золоте родов. Акім (Akim) в товщі Нижнього Біріма (PR11). Мінералізація простежується на 1.6 км при потужності до 40-100 м. Встановлено не менше 3-х золоторудних тіл значної протяжності (до багатьох сотень метрів). Виявлені ресурси оцінені в 40 млн т із вмістом золота 2.4 г/т або 96 т [African Mining. 2002. V.7, № 4].
Найбільші родов. алмазів пов'язані з неоген-четвертинними розсипами в бас. р. Бірім, де прогнозні ресурси алмазів оцінюються до 100 млн кар.
Відома в Африці фірма «Afminex», що спеціалізується на пошуках і розробці золотих родовищ, в 2002 р. проводила пошукові роботи на півдні Ґани, в межах перспективної на тантал площі Акім-Ода (Akim-Oda), що займає 142 кв.км. Були виявлені дві перспективні ділянки з танталовим зруденінням: Анамасе-Саут (Anamase South) і Осорасе-Іст (Osorase East). Перспективна площа складена метафілітовими сланцями бірімської серії (Birimian) і метаґраувакками, прорваними великою інтрузією ґранодіоритів Кейп-Кост (Cape Coast).
Тантал. Пегматитові жили, що залягають переважно в ґранодіоритах і в їх контактових ореолах, є джерелами тантало-ніобатів (колумбіт-танталіт) в алювії. Видобуток тантало-ніобатів можливий як з алювіальних розсипів, так і з корінних пегматитів [African Mining. 2002. V.7].